# Nelson Gutiérrez
Nelson Daniel Gutiérrez Luongo (Montevideo, 1962. április 13. –) uruguayi válogatott labdarúgó.